# Aponogeton jacobsenii
Aponogeton jacobsenii är en enhjärtbladig växtart som beskrevs av De Wit. Aponogeton jacobsenii ingår i släktet Aponogeton och familjen Aponogetonaceae. Inga underarter finns listade.